# 卡斯鎮區 (愛荷華州加斯里縣)
卡斯鎮區（英語：Cass Township）是位於美國愛荷華州加斯里縣的一個行政鎮區。

## 地方資料
根據2010年美國人口普查的數據，卡斯鎮區的面積為137.74平方千米，當中陸地面積為135.02平方千米，而水域面積為2.72平方千米。當地共有人口2410人，而人口密度為每平方千米17.5人。